# Gentianella propinqua
Gentianella propinqua är en gentianaväxtart som först beskrevs av Richards., och fick sitt nu gällande namn av J. Gillett. Gentianella propinqua ingår i släktet gentianellor, och familjen gentianaväxter.

## Underarter
Arten delas in i följande underarter:
- G. p. aleutica
- G. p. propinqua